# Силата на кучето
„Силата на кучето“ (на английски: The Power of the Dog) е ревизионистки уестърн, психологическа драма на режисьора Джейн Кемпиън, който излиза на екран през 2021 година.

## Сюжет
Внимание:  Текстът по-долу разкрива сюжета на произведението (или части от него)!
През 1925 г. в Монтана богатите братя собственици на ранчо Фил и Джордж Бърбанк се срещат с вдовицата и собственик на страноприемница Роуз Гордън. Добросърдечният Джордж бързо е увлечен от Роуз, но грубият и избухлив Фил не я харесва, вярвайки, че тя иска само парите на Джордж. Фил също омаловажава нейния син тийнейджър Питър, когото той осмива като слаб и женствен. Джордж и Роуз се женят и тя се мести в ранчото на Бърбанк, докато Питър посещава медицинско училище. Джордж организира вечеря с родителите си и губернатора и принуждава Роуз да изнесе рецитал на пиано. Джордж разкрива, че Фил е бил блестящ студент в Йейл, за разлика от грубия си характер. Роуз не може да се представи поради по-ранното омаловажаване на таланта и от страна на Фил. Унизена и разстроена от поведението на Фил, Роуз започва да пие, превръщайки се в алкохолик. Питър се прибира за ваканция от училище, Фил и хората му се подиграват на Питър и той се изолира в стаята си, където прави дисекция на заек, който е хванал.
На поляна далеч от имението, Фил мастурбира с деликатен шал, принадлежащ на покойния му ментор Бронко Хенри. Питър влиза в бивак на поляната и намира скривалището на Бронко Хенри, където вижда хомоеротични списания, изобразяващи голи мъже. Той наблюдава как Фил се къпе в езерцето с шала на Бронко около врата си, преди Фил да го изгони. По-късно, пред Роуз и Джордж и хората си, Фил поправя отношението си спрямо Питър, предлагайки да му сплете ласо от сурова кожа, преди да се върне на училище. Учи го да язди кон. Един ден Питър тръгва сам, намира мъртва крава и след като внимателно слага гумени хирургически ръкавици, които носи в раницата си, отрязва парчета от кожата на кравата. Фил и Питър яздят заедно в хълмовете. Докато се опитва да хване заек, който се крие в купчина дървени стълбове, Фил наранява ръката си, но отказва предложението на Питър да превърже раната. Питър разказва на Фил за намирането на тялото на неговия баща алкохолик, който се е обесил.
Алкохолизмът на Роуз се влошава, докато Питър и Фил прекарват повече време заедно. След като научава за политиката на Фил за изгаряне на нежелани кожи, Роуз демонстративно ги дава на местните индиански пътуващи търговци и припада на път обратно към къщата. Когато открива това, Фил е вбесен. Джордж казва, че Роуз не е добре. Питър умиротворява Фил, като му предлага ивици от кожата, която е нарязал, като пропуска да спомене произхода на кожата. Фил е трогнат от жеста на Питър и го притиска близо до лицето си. Двойката прекарва нощта в плевнята, завършвайки въжето. Кръв тече от отворената рана на Фил, докато той върти кожата в разтвора, използван за омекотяването ѝ. Питър пита Фил за връзката му с Бронко Хенри, като Фил казва, че веднъж той е спасил живота му, когато са попаднали в ледена буря в планината, като го е стоплял с тялото си. Питър пита дали са били голи, но Фил не отговаря. По-късно споделят една цигара.
На следващата сутрин Джордж намира Фил болен в леглото, раната му вече е силно инфектирана. Изпадналият в делириум Фил търси Питър, за да му даде готовото ласо, но Джордж го води на лекар. По-късно Джордж е видян да избира ковчег за брат си, докато тялото му е подготвено за погребение. На погребението лекарят казва на Джордж, че Фил най-вероятно е умрял от антракс. Това озадачава Джордж, тъй като Фил винаги е внимавал да избягва болни говеда. Петър, който пропусна погребението на Фил, отваря Книгата на общите молитви към пасаж за погребалните ритуали и след това прочита Псалм 22: „Избави душата ми от меча; любимата ми от силата на кучето.“ С внимателно облечени в ръкавици ръце Питър прибира готовото си ласо под леглото си. Докато Питър гледа как Джордж и вече трезвата Роуз се връщат у дома и се прегръщат, той се обръща и се усмихва.

## В ролите
| Актьор             | Роля                 |
| ------------------ | -------------------- |
| Бенедикт Къмбърбач | Фил Бърбанк          |
| Кирстен Дънст      | Роуз Гордън          |
| Джеси Племънс      | Джордж Бърбанк       |
| Коди Смит-Макфи    | Питър Гордън         |
| Томасин Маккензи   | Лола                 |
| Женевиев Лемън     | г-жа Луис            |
| Кийт Карадайн      | губернатор Едуард    |
| Франсис Конрой     | Старата дама Бърбанк |
| Питър Карол        | Стария Бърбанк       |